# Ford Mad Max Interceptor Concept
Pour les articles homonymes, voir Ford (homonymie), Mad Max et Interceptor.
La Ford Mad Max Interceptor Concept est une voiture de sport concept car GT, du constructeur automobile américain Ford, présentée au Australian International Motor Show (en) 2011 de Melbourne en Australie.

## Histoire
Ce concept car est conçu par le chef-designer Ford Nima Nourian, inspiré du modèle Ford Falcon (XB) (en) Pursuit Special V8 de 5,7 L de 600 ch,et des rat rods de la série de films australiens Mad Max de 1979,,,.
- Ford Falcon (XB) (en) Pursuit Special de Mad Max

Ford Falcon (XB) Pursuit Special de Mad Max
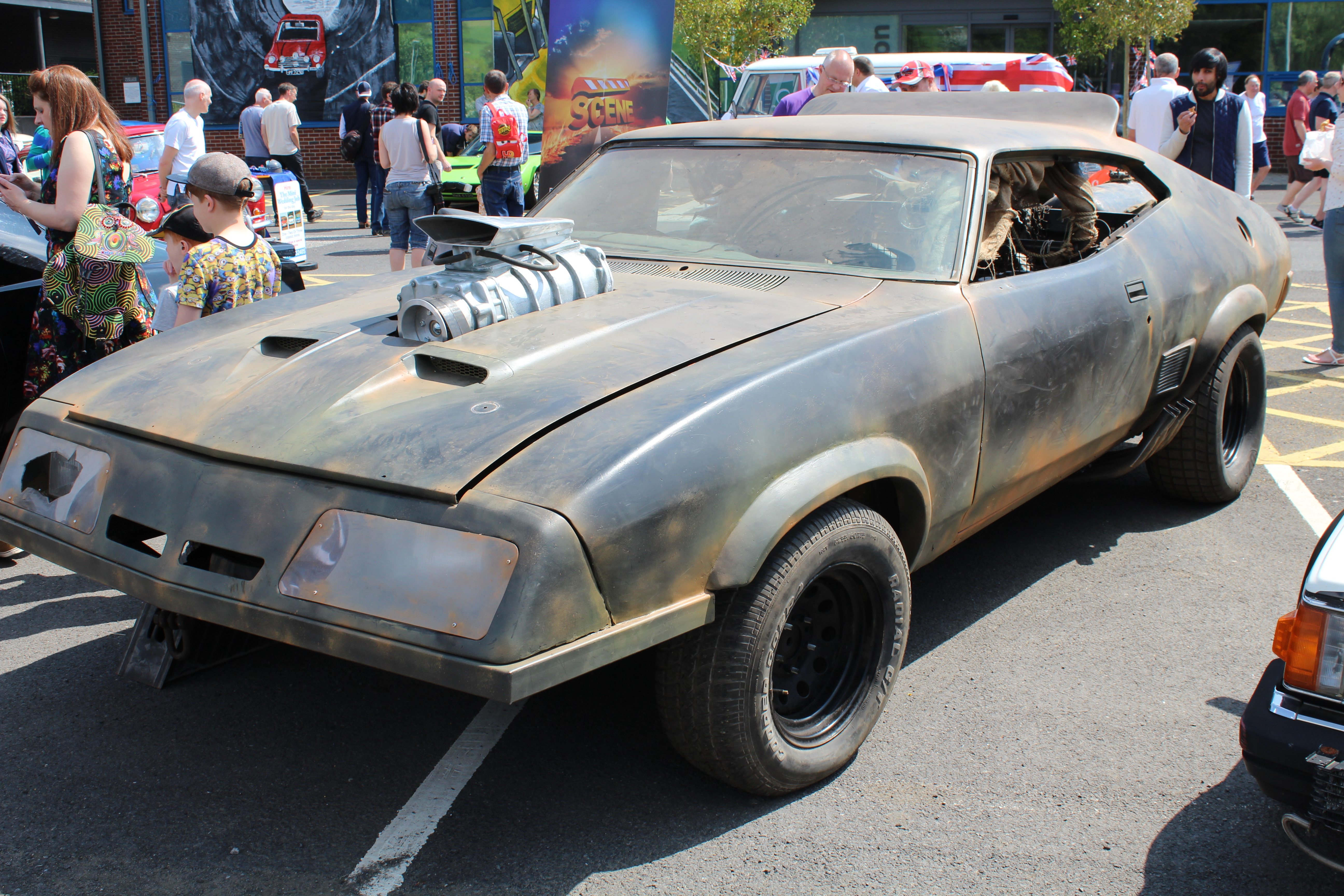
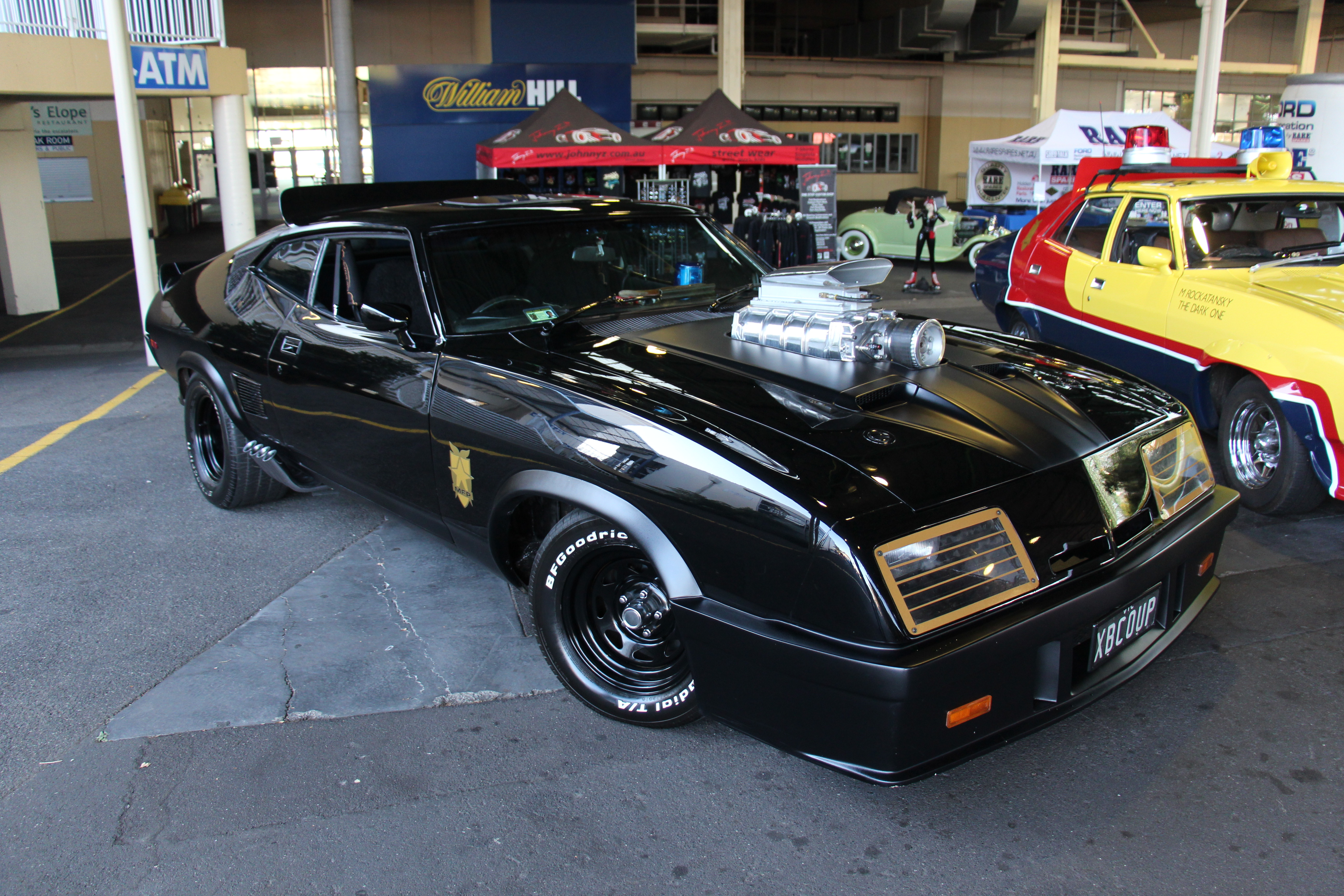

Nima Nourian s'en inspire pour le design des Ford Mustang VI de 2015,.

## Cinéma
- 1979 : Mad Max, de George Miller, avec Mel Gibson[10] (source d'inspiration et de promotion).